# Lothar Zagrosek
Lothar Zagrosek est un chef d'orchestre allemand né le 13 novembre 1942 à Otting (Allemagne).

## Biographie
De 1962 à 1967, il étudia la direction avec Hans Swarowski, Herbert von Karajan, Bruno Maderna, ou encore István Kertész.
En 1982, Zagrosek succéda à Leif Segerstam en tant que chef que l'Orchestre symphonique de la Radio de Vienne ( Radio-Symphonieorchester Wien), poste qu'il occupa jusqu'en 1986.   

## Discographie
Une grande partie du legs discographique de Lothar Zagrosek se trouve dans la collection Entartete Musik, de la maison de disque Decca. Zagrosek a beaucoup contribué à l'élargissement de la discographie et la redécouverte de compositeur tels que Franz Schreker, Walter Braunfels, Ernst Křenek ou bien encore Erwin Schulhoff, compositeurs dits "décadents" et interdits sous le 3e Reich.       
Le répertoire de Zagrosek est essentiellement germanique et plutôt tourné vers le début du XXe siècle et le post-romantisme.      
Il existe aussi des enregistrements de certaines de ses prestations au festival de Salzbourg, édités chez le label Orfeo d'Or, dans des collaborations avec des artistes comme Dietrich Fischer-Dieskau, avec qui il enregistra le Saint-François-d'Assise d'Olivier Messiaen ou bien la Gesangsszene de Karl Amadeus Hartmann. Lors du même concert, Fischer-Dieskau partage l'affiche avec Julia Varady dans la Symphonie lyrique d'Alexander von Zemlinsky, toujours sous la direction de Zagrosek.      
Lothar Zagrosek a aussi dirigé et enregistré le cycle de Richard Wagner, Der Ring des Nibelungen, pour le label Naxos.